# Hemmoor

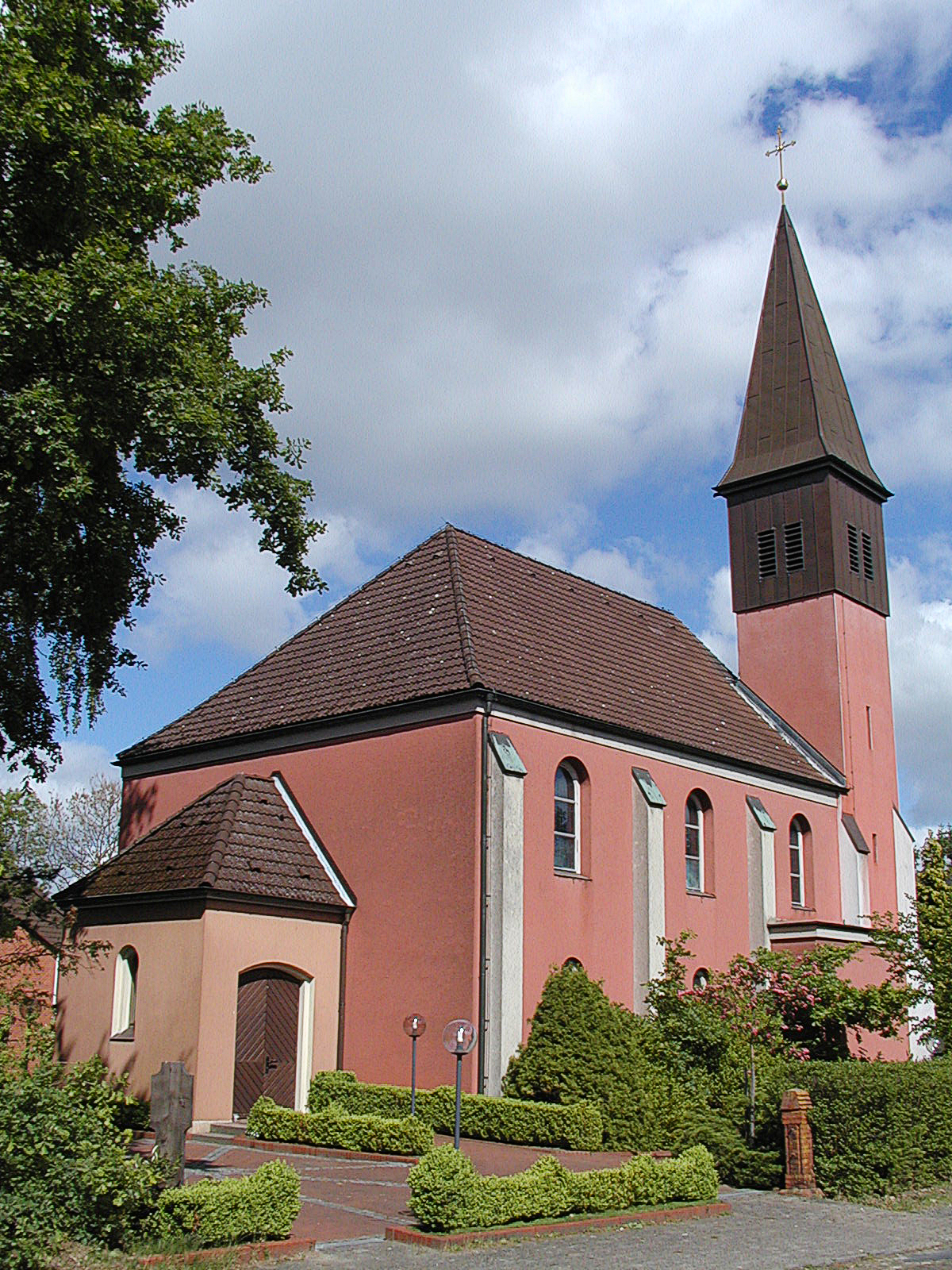
Röm.-Katholische Kirche Sankt Ansgar

Hemmoor ist eine Kleinstadt am westlichen Ufer der Oste im Landkreis Cuxhaven in Niedersachsen. Die Stadt liegt geografisch etwa zwischen Stade und der Kreisstadt Cuxhaven. Hemmoor hat etwa 8700 Einwohner. Zusammen mit Osten (Oste) und Hechthausen bildet sie die Samtgemeinde Hemmoor, deren Verwaltungssitz sie ist.

## Geografie

### Geografische Lage
Hemmoor liegt auf der Grenze zwischen Geest und Ostemarsch. Die Kernzone grenzt an die Oste, die über den Hafen Schwarzenhütten den Seeweg über die Elbe zur Nordsee oder über den Nord-Ostsee-Kanal zur Ostsee eröffnet.

### Nachbargemeinden
Die Stadt Hemmoor bildet zusammen mit den Gemeinden Hechthausen und Osten die Samtgemeinde Hemmoor.
Hemmoor grenzt an Osten, Oberndorf, Wingst, Mittelstenahe, Lamstedt, Hechthausen, Großenwörden (Landkreis Stade).

## Geschichte

### Urgeschichte
Während der Jungsteinzeit entstanden mehrere Großsteingräber in den Stadtteilen Heeßel, Warstade und Westersode, die aber im 19. Jahrhundert zerstört wurden. Die Grabhügel im Postels Busch waren eine bemerkenswerte Hügelgruppe der Bronzezeit in der Feldmark bei Hemmoor-Westersode.
Unter Archäologen ist Hemmoor als Fundstätte von vielen mit Tierfriesen geschmückten Messinggefäßen aus der Zeit um 200 n. Chr. bekannt geworden, die als Hemmoorer Eimer bezeichnet werden. Es sind Relikte der römischen Kaiserzeit (1–375 n. Chr.).

### Stadtrechte
Hemmoor ging 1968 aus den sechs ehemals selbständigen Gemeinden Basbeck mit Sethlerhemm, Warstade, Hemm, Westersode, Hemmoor und Heeßel hervor. Am 1. Oktober 1982 wurden Hemmoor die Stadtrechte verliehen.

### Eingemeindungen
Am 1. Januar 1972 wurde ein Gebiet der Nachbargemeinde Oberndorf mit damals etwa 50 Einwohnern nach Hemmoor umgegliedert.

### Einwohnerentwicklung
| Jahr      | 1961 | 1970 | 1987 | 1992 | 1997 | 2002 | 2007 | 2008 | 2009 | 2010 | 2011 | 2016 | 2017 | 2018 |
| --------- | ---- | ---- | ---- | ---- | ---- | ---- | ---- | ---- | ---- | ---- | ---- | ---- | ---- | ---- |
| Einwohner | 7280 | 7792 | 7614 | 7849 | 8477 | 8781 | 8721 | 8747 | 8694 | 8691 | 8675 | 8690 | 8614 | 8673 |

(1961 am 6. Juni, 1970 am 27. Mai, jeweils Volkszählungsergebnisse; ab 1987 jeweils am 31. Dezember)
|  |

## Politik

### Stadtrat
Der Rat der Stadt Hemmoor hat 23 Mitglieder. Dies ist die festgelegte Anzahl für die Mitgliedsgemeinde einer Samtgemeinde mit einer Einwohnerzahl zwischen 8.001 und 9.000 Einwohnern. Die Ratsmitglieder werden durch eine Kommunalwahl für jeweils fünf Jahre gewählt. Die aktuelle Amtszeit begann am 1. November 2021 und endet am 31. Oktober 2026.
Die Kommunalwahl am 12. September 2021 führte zu folgendem Ergebnis (mit Vergleich zur Wahl 2014):
| Partei/Liste                                  | 2021          | 2021  | 2014          | 2014  |
| Partei/Liste                                  | Stimmenanteil | Sitze | Stimmenanteil | Sitze |
| Christlich Demokratische Union (CDU)          | 36,18 %0      | 8     | 41,10 %       | 9     |
| Sozialdemokratische Partei Deutschlands (SPD) | 34,84 %0      | 8     | 37,24 %       | 9     |
| Bürgerforum Hemmoor                           | 8,93 %        | 2     | 11,54 %       | 3     |
| Bündnis 90/Die Grünen                         | 7,73 %        | 2     | 04,63 %       | 1     |
| Einzelbewerber Jens Kleen                     | 5,77 %        | 1     | –             | –     |
| Alternative für Deutschland (AfD)             | 3,81 %        | 1     | –             | –     |
| Bürgergemeinschaft Hemmoor (BgH)              | 1,71 %        | 1     | 05,47 %       | 1     |

Die Wahlbeteiligung bei der Kommunalwahl 2016 lag mit 53,47 % unter dem niedersächsischen Durchschnitt von 55,5 %. Bei der Wahl 2021 lag die Wahlbeteiligung bei 54,38 %, ebenfalls unter dem Landesdurchschnitt von 57,1 %.

### Bürgermeister
Der Stadtrat wählte das Ratsmitglied Sabine Wist (SPD) zur ehrenamtlichen Bürgermeisterin für die aktuelle Wahlperiode.

### Wappen

#### Stadtwappen
Der Entwurf des Kommunalwappens von Hemmoor stammt von dem Heraldiker und Wappenmaler Albert de Badrihaye, der zahlreiche Wappen im Landkreis Cuxhaven erschaffen hat.
| Wappen von Hemmoor | Blasonierung: „Geteilt und oben gespalten; vorn: in Rot über einer silbernen Waage ein schräglinker silberner Wellenbalken; hinten: in Silber ein schwarzer Kesselhaken; unten: in Blau ein silbernes Zahnrad.“                                                                                        |
| Wappen von Hemmoor | Wappenbegründung: Die Waage versinnbildlicht Kaufmanns- und Handelstradition des Ortes sowie Gerechtigkeitssinn, der Wellenbalken die Oste als beherrschende Wasserstraße; der Kesselhaken zeigt die ursprüngliche bäuerliche Besiedlung an. Das Zahnrad versinnbildlicht die ortsansässige Industrie. |

#### Wappen der Stadtteile

Basbeck (Details)
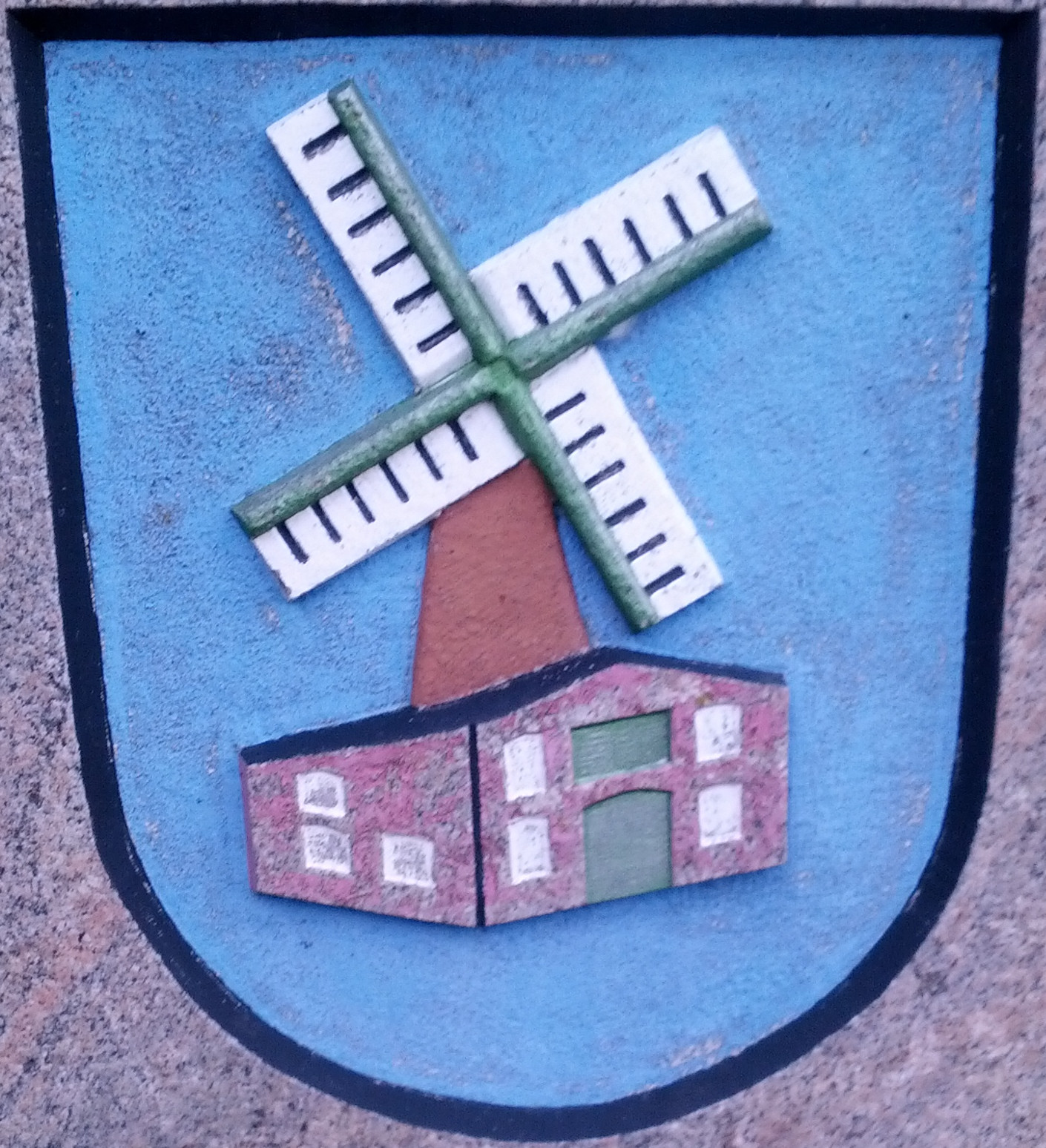
Bröckelbeck
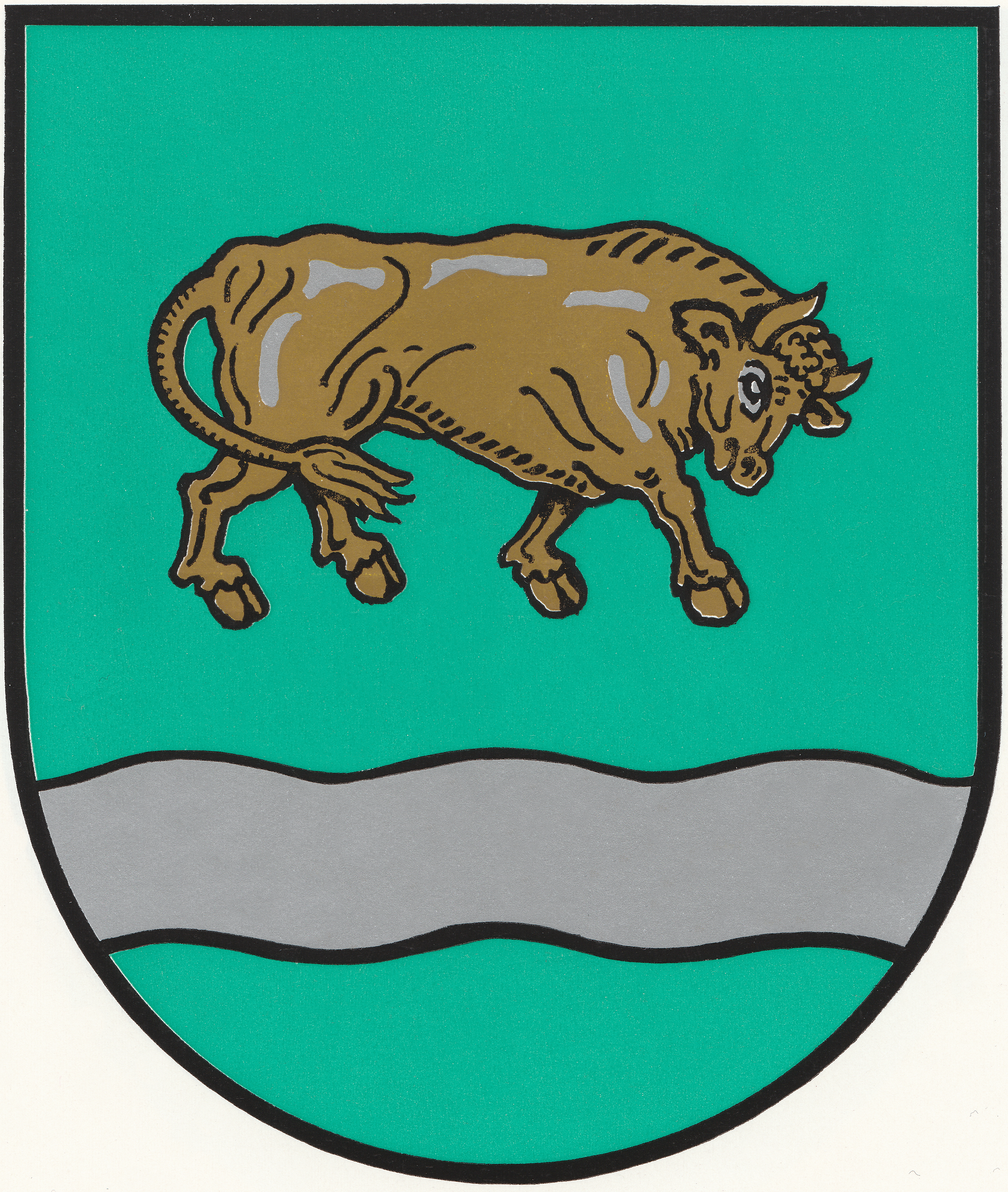
Hemm (Details)
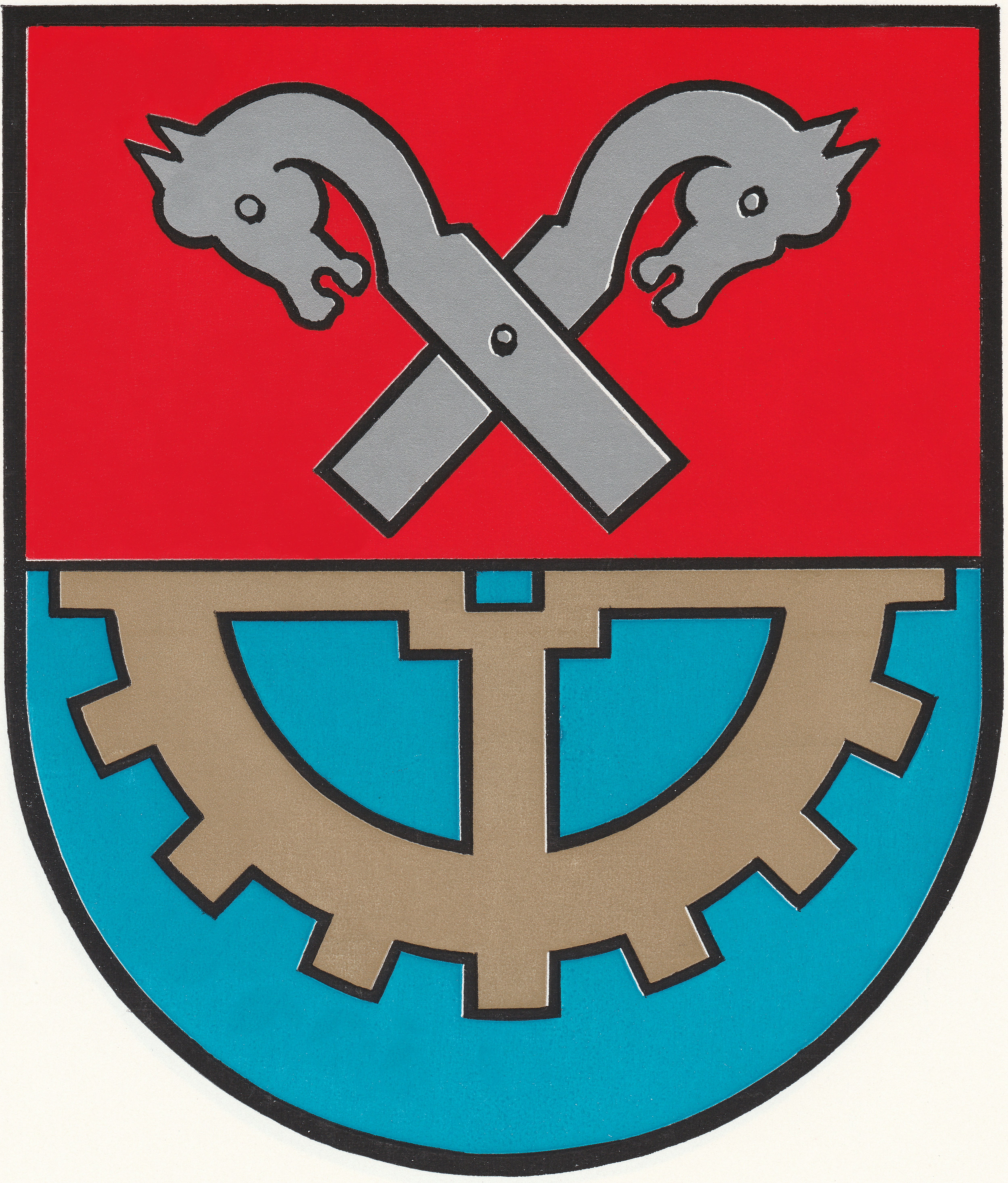
(Alt-)Hemmoor (Details)
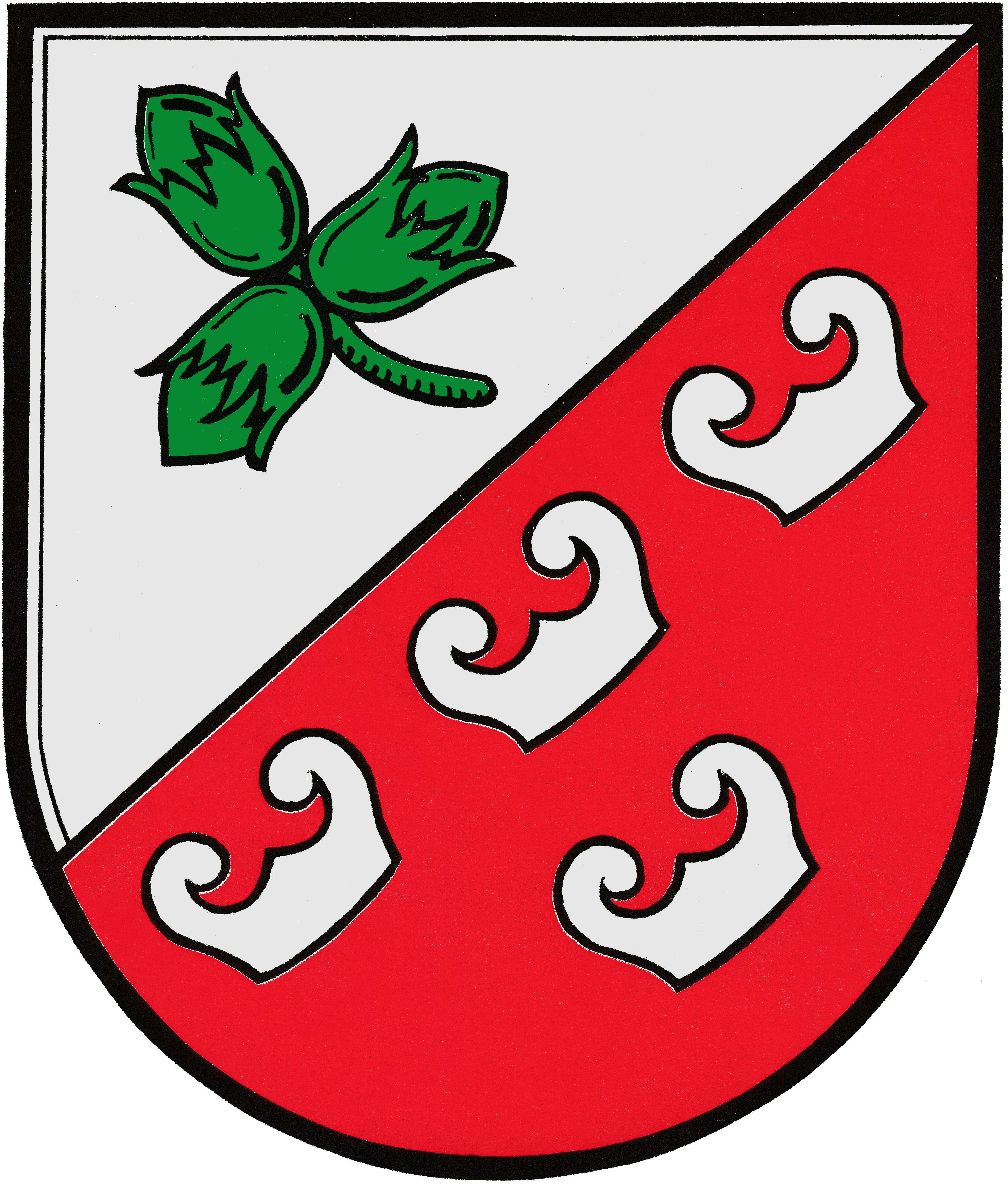
Heeßel (Details)
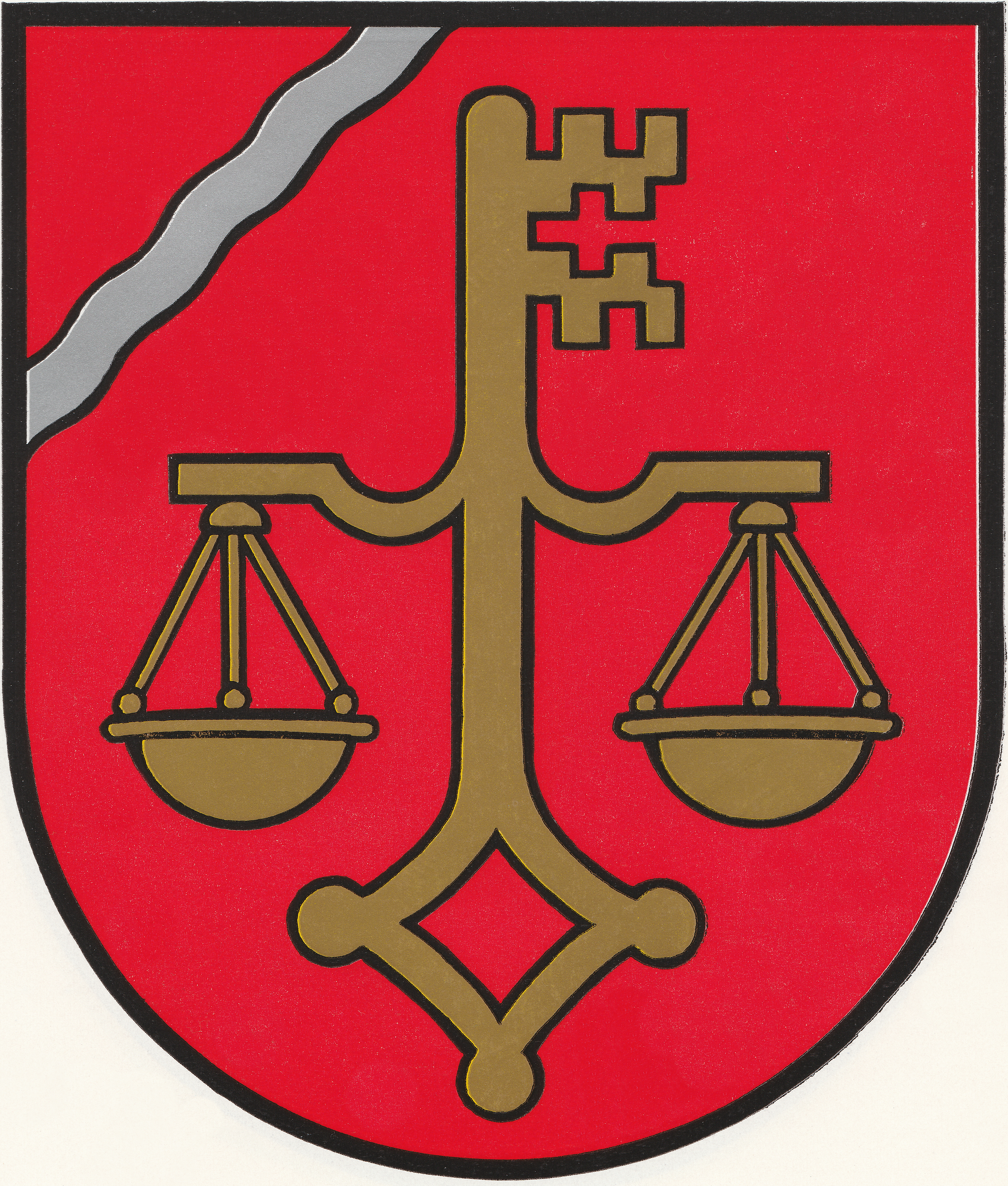
Warstade (Details)
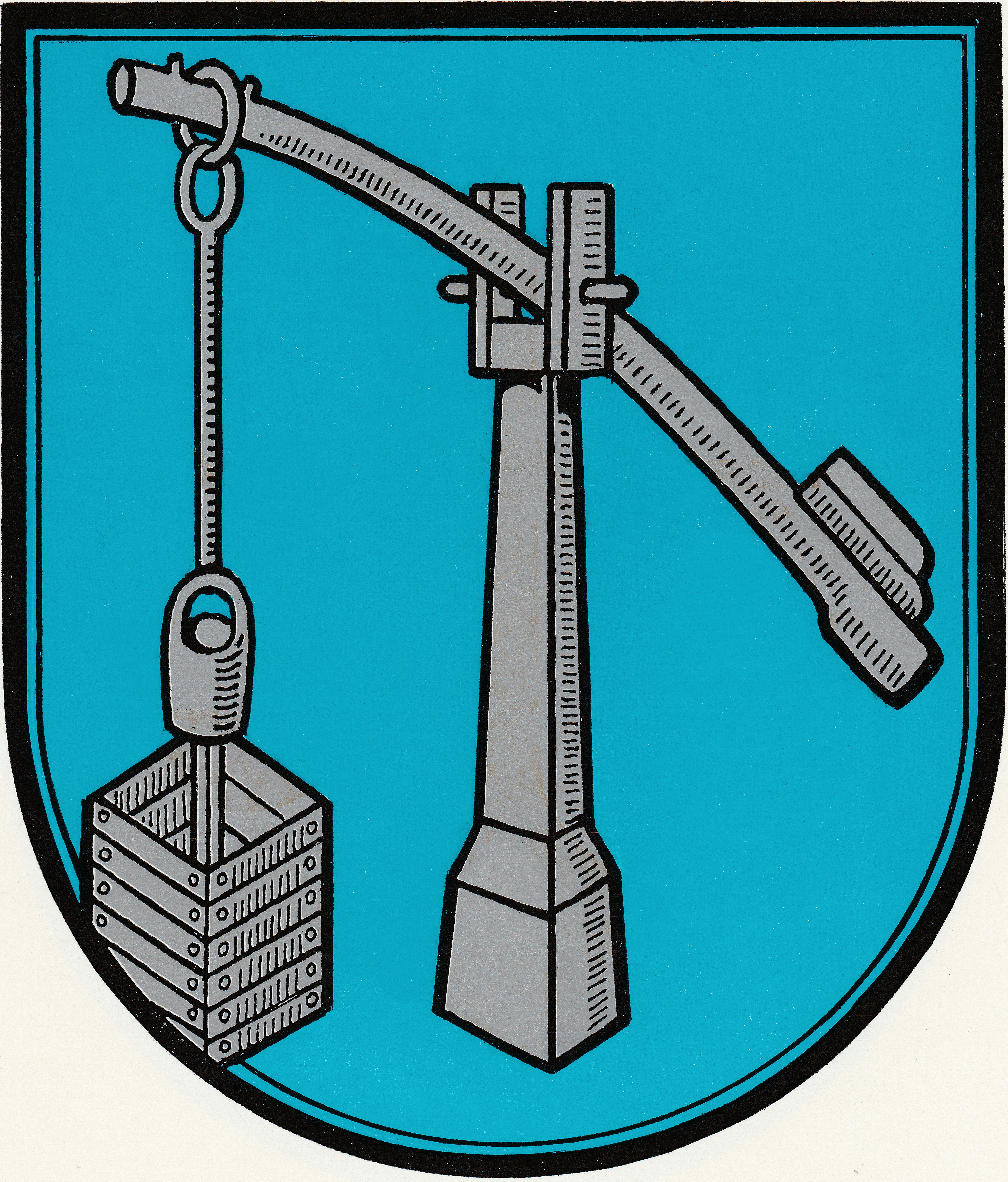
Westersode (Details)

### Städtepartnerschaften
Partnerstädte sind Couhé (Frankreich), Swaffham (Großbritannien) und Rüdersdorf bei Berlin.

## Kultur und Sehenswürdigkeiten

### Baudenkmale
- Althemmoor: Ehemalige Schule Althemmoor von 1887
- Basbeck: Wohn- und Wirtschaftsgebäude Mühlenreiher Weg 24 von 1769, Wohn- und Wirtschaftsgebäude Sethlerhemmer Fährweg 5 von 1810 in Fachwerk, Hofanlage Marschenweg 8 von um 1845, Wohn- und Wirtschaftsgebäude Sethlerhemmer Straße 74 von um 1890,
- Warstade: Christuskirche von 1897/98, Steffenssche Mühle von 18998/99 als Galerieholländer-Windmühle, Wohn- und Wirtschaftsgebäude Hemmer Straße 5 von um 1840 (Portland-Café), Wohn- und Wirtschaftsgebäude Hauptstraße 32 von 1855 in Fachwerk, Wohnhaus Hemmer Straße 6 von 1905, Villa Hemmer Straße 3 von 1922 für Fabrikvorstand
- Westersode: Ehemalige Schule Westersode von 1896 und 1909, ehemalige Wassermühle Bröckelbeck von 1860

#### Schwebefähre

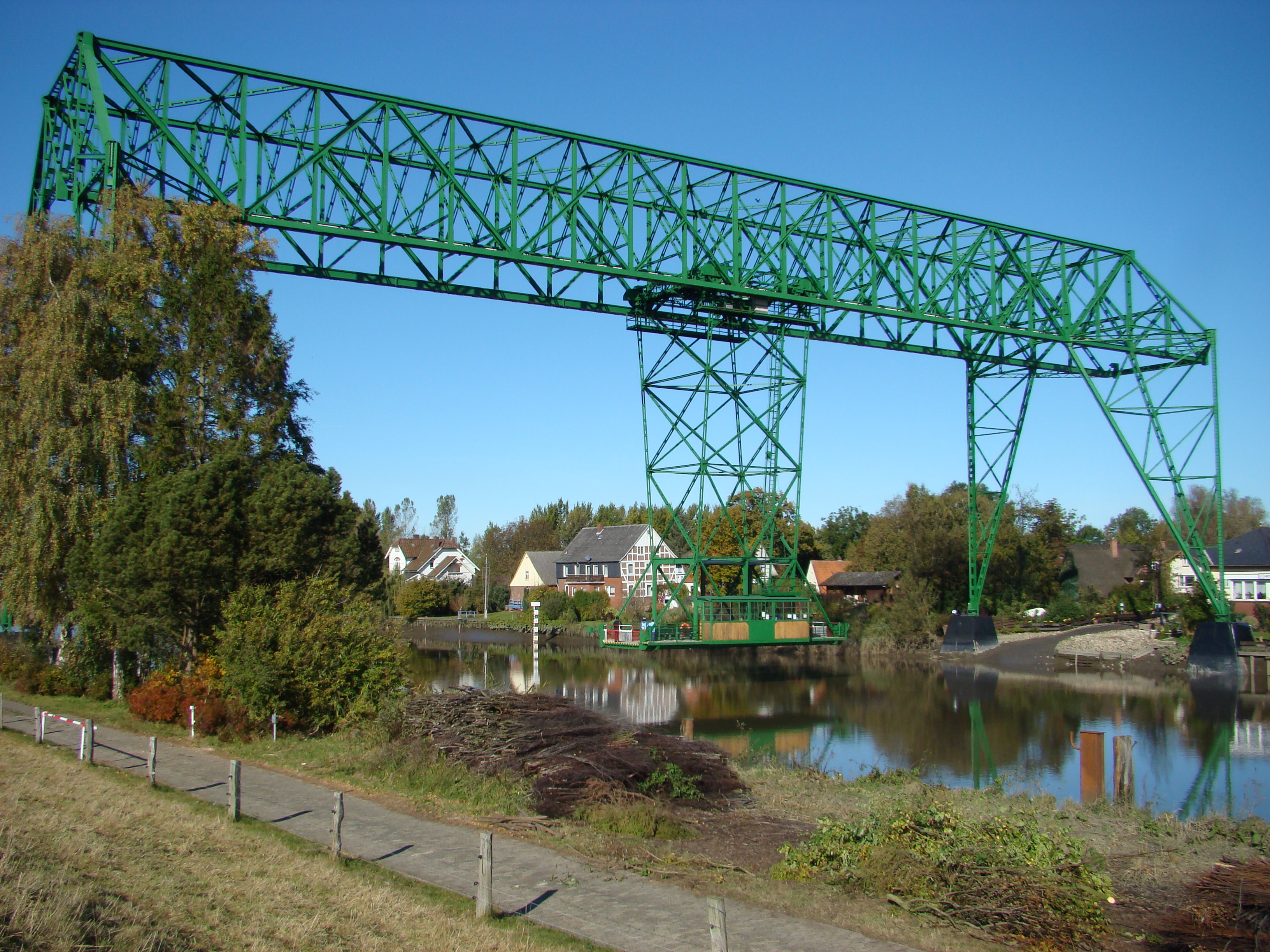
Schwebefähre in Betrieb

Die Schwebefähre über die Oste stellt seit 1909 eine Verbindung zwischen dem Ort Osten (Oste) und dem Hemmoorer Stadtteil Basbeck her. Nachdem die Schwebefähre – eine von zweien in Deutschland und von acht in der Welt – 1974 in ihrer Funktion durch eine Straßenbrücke abgelöst worden ist, steht sie als Technisches Baudenkmal für touristische Demonstrationsfahrten zur Verfügung. 2004 wurde sie umfassend restauriert. Seit April 2006 werden wieder regelmäßig Fahrten zur Überquerung der Oste für Fußgänger und Fahrradfahrer angeboten.

### Museen
- Das Deutsche Zementmuseum präsentiert auf einem Freigelände technische Geräte aus der ehemaligen Hemmoorer Zementfabrik (1866 bis 1983), dem einstmals größten Industrieunternehmen der Region. Eine Zementschute beherbergt im Inneren weitere Exponate zur Geschichte der Zementfabrik, zur Zementherstellung und zur traditionellen Osteschifffahrt. Das Schiff namens Hemmoor 3 wurde 1925 unter der Baunummer 253 auf der Schiffswerft von Henry Koch erbaut. Es hatte zu der Zeit eine Tragfähigkeit von 185 t, 26,50 m in der CWL und eine Breite von 9,50 m.[12] Das Museumsgelände ist jederzeit frei zugänglich, die Museumsschute nach Vereinbarung.
- Das Haus für Hemmoorer Geschichte zeigt unter anderem Versteinerungen des norddeutschen Meeres vor 65 Millionen Jahren, die von der Warstader Kreidegrube freigegeben worden sind.

### Regelmäßige Veranstaltungen

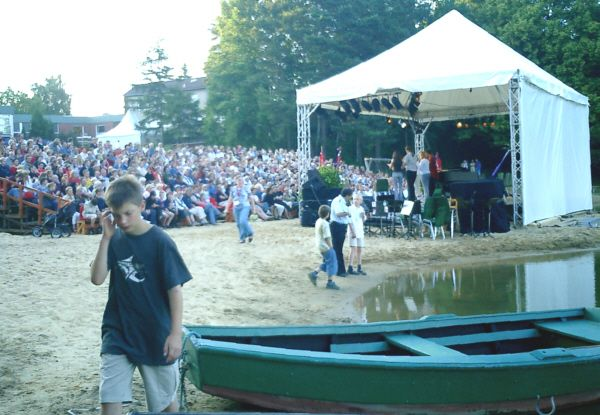
Küstenklassik-Festival 2004

- Die Wasserfreunde Hemmoor veranstalten jedes Jahr einen Oste-Marathon über 87 Kilometer Tidegewässer.

### Culturkreis Hemmoor
Der Culturkreis Hemmoor bietet regelmäßig Konzerte und andere kulturelle Veranstaltungen an. Mehr als 70.000 Zuschauer haben innerhalb von über 29 Jahren die Rock-, Folklore-, Klassik- und Literaturveranstaltungen besucht.

### Kreidesee

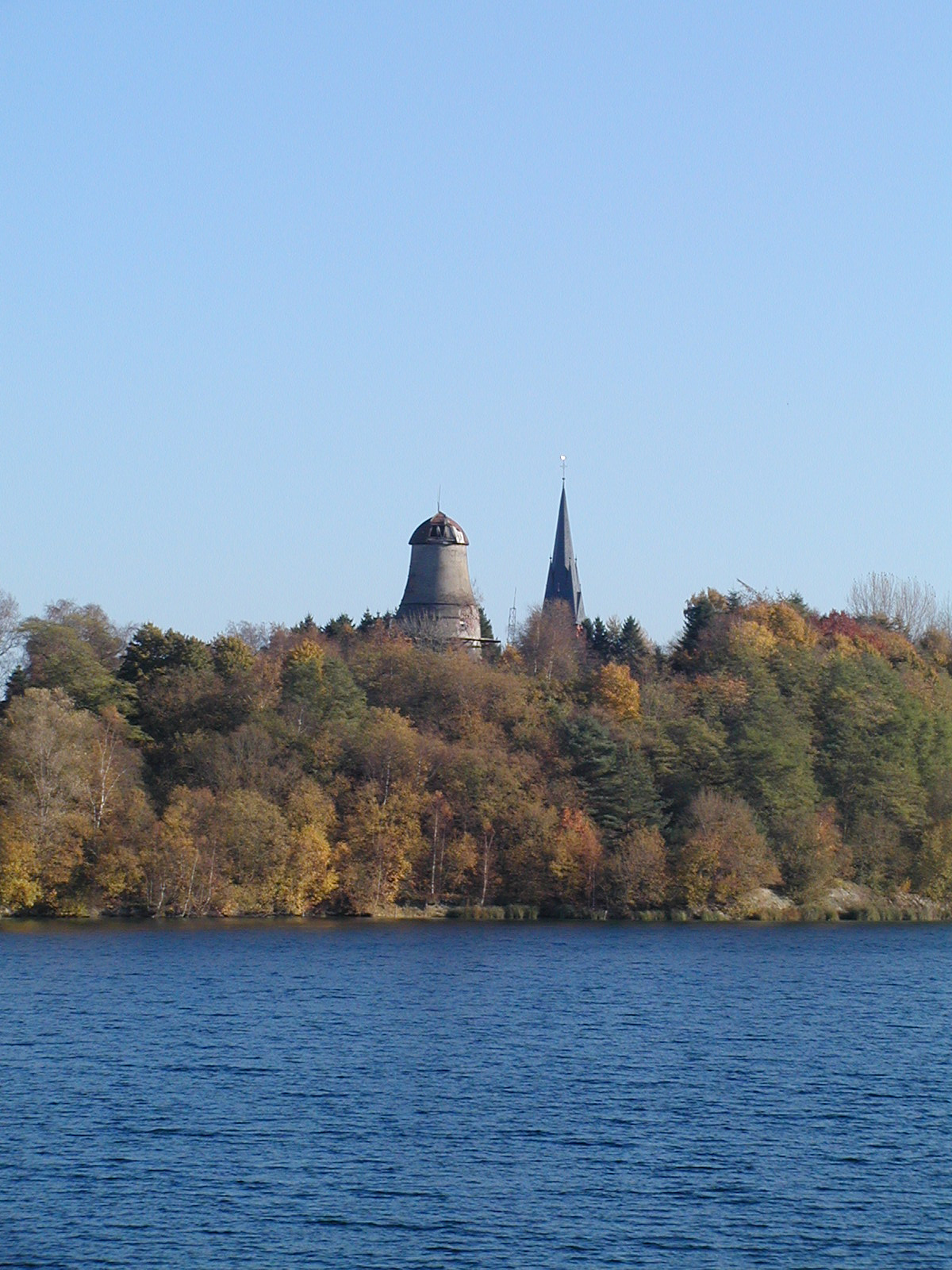
Der Kreidesee, die alte Windmühle und die Christuskirche (Warstade)

Der etwa 33 Hektar große Kreidesee im Stadtteil Warstade ist die Hinterlassenschaft von 117 Jahren Zementproduktion. Von 1862 bis 1976 wurde hier Kreide abgebaut. Nach Ende des Abbaus füllte sich die Grube mit Grundwasser. Mit 60 Meter ist der See das dritttiefste Gewässer Norddeutschlands.
Als Tauch- und Freizeitzentrum ist der See international bekannt und ganzjährig für Taucher gegen Gebühr zu betauchen. Er stellt auf Grund der Tiefe, Sichtverhältnisse und niedrigen Wassertemperatur ein anspruchsvolles Tauchgebiet mit jährlich etwa 35.000 Tauchgängen dar.  Als Attraktionen unter Wasser gelten neben der versunkenen Industrieanlage unter anderem Autowracks, Segelboote, ein LKW sowie Kleinflugzeuge. Im See kommt es immer wieder zu tödlichen Taucherunglücken.

### Hemmoor-Kugel

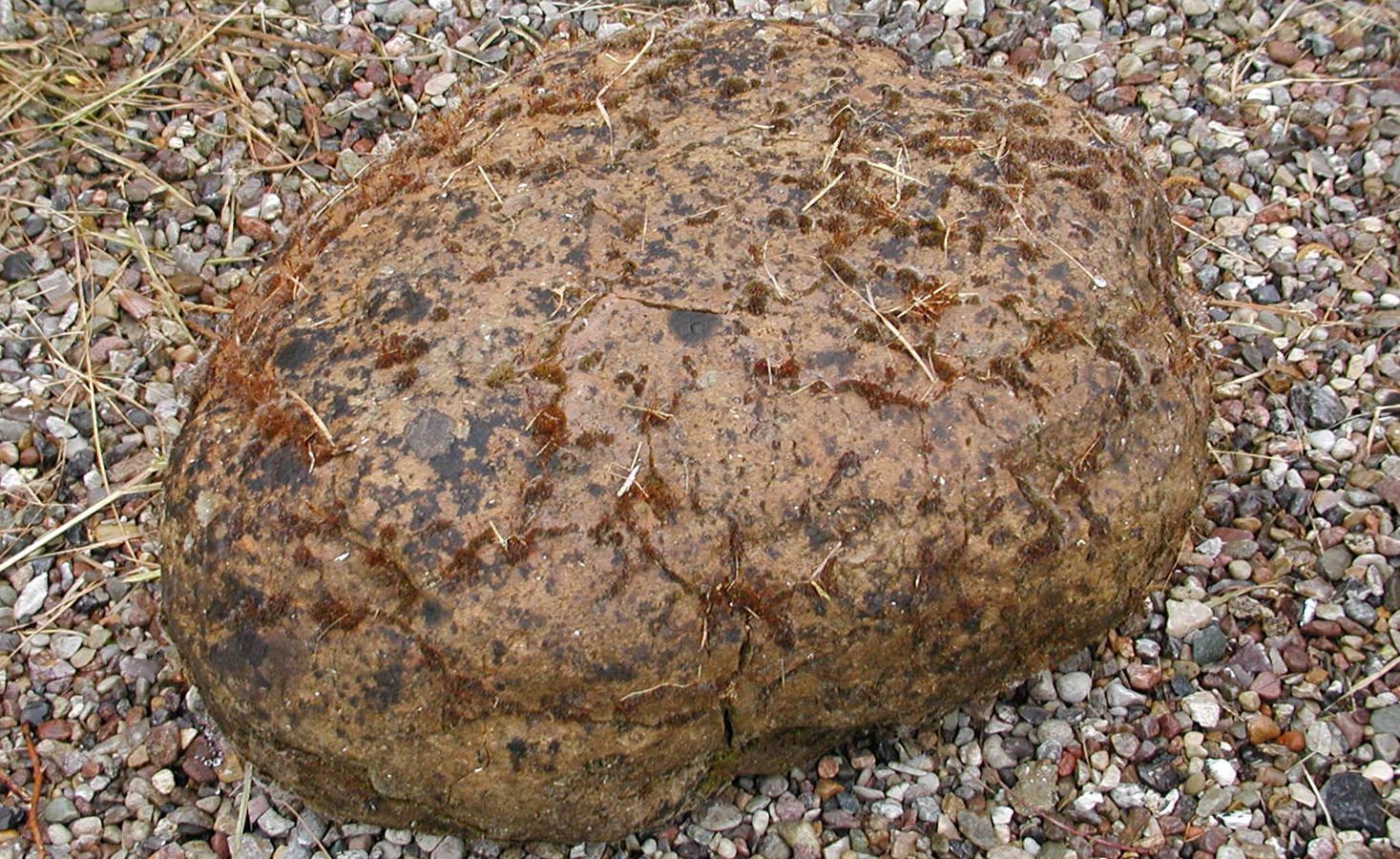
Hemmoor-Kugel

Unter Hemmoor-Kugeln versteht man Steine in Kugelform, die aus sand- und kalkhaltigen Ablagerungen entstanden sind. Diese Kugeln entstanden vor rund 17 Millionen Jahren im Hemmoorium aus der Versteinerung des Meeresbodens.
In der Eiszeit wurden diese Ablagerungen durch Gletschergewässer zu Kugeln geschliffen. In den beiden im Natureum in Balje am Ostesperrwerk ausgestellten Kugeln bzw. einem Kugelbruchstück wurden bis jetzt ca. 300 verschiedenen Tierarten nachgewiesen. Die eine Kugel, eine Leihgabe von Herrn Li Lade aus Hechthausen, wurde in einer Sandkuhle in Cadenberge gefunden. Das Bruchstück einer weiteren Kugel, eine Dauerleihgabe des Niedersächsischen Landesamtes für Bodenforschung in Hannover, wurde in der Kreidegrube in Hemmoor gefunden.

### Tourismus
Hemmoor liegt an der 2004 eröffneten, rund 250 Kilometer langen Deutschen Fährstraße, die von Bremervörde nach Kiel führt und zu deren Wahrzeichen die Schwebefähre Osten–Hemmoor im Ortsteil Basbeck gehört.
Der meist klare, kalte Kreidesee in Hemmoor ist eines der bekanntesten deutschen Tauchgewässer und zieht das ganze Jahr hindurch Sporttaucher an. Die am Kreidesee befindliche Tauchbasis ist mehrfach als beste Tauchbasis im deutschsprachigen Raum ausgezeichnet worden.

### Kulinarische Spezialitäten
In der Hemmoorer Gastronomie wird Saibling aus dem Kreidesee serviert. Als weitere Spezialitäten gelten Grünkohl, Stint und Aal.

## Wirtschaft und Infrastruktur
Im Landes-Raumordnungsprogramm Niedersachsen ist Hemmoor als Mittelzentrum festgelegt.

### Zementindustrie
Für die Zementherstellung werden hauptsächlich Kreide, Ton und Kohle benötigt. Da in Hemmoor eine große Ader (Schichtung) der „Schreibkreide“ an die Erdoberfläche trat, wurde hier schon 1866 Kreide zur Zementproduktion abgebaut. Der für die Herstellung außerdem benötigte Ton kam vom Westerberg aus Lamstedt und die Kohle für die Brennöfen aus dem Ruhrgebiet per Schiff. Auf der Rückfahrt wurde der fertige Zement als Schüttgut oder in Säcken abgefüllt mit den Leichtern verschifft. Zwischen der Fabrik und dem Ostehafen im Ortsteil Schwarzenhütten bestand eine schmalspurige Werksbahn. Eine der weltweit größten Firmen der Zementproduktion entsteht 1882 mit Gründung der Aktiengesellschaft Portland Cementfabrik Hemmoor. Sie wurde bald einer der wichtigsten Arbeitgeber von Hemmoor und des gesamten Elbe-Weser-Dreiecks und lieferte Zement für die Neubauten an der Niederelbe sowie für Bauten der Hansestadt Hamburg – u. a. das Chilehaus (1924), das Hotel Atlantic (1909), den Alten Elbtunnel (1911) – aber auch den Sockel der New Yorker Freiheitsstatue (1886).

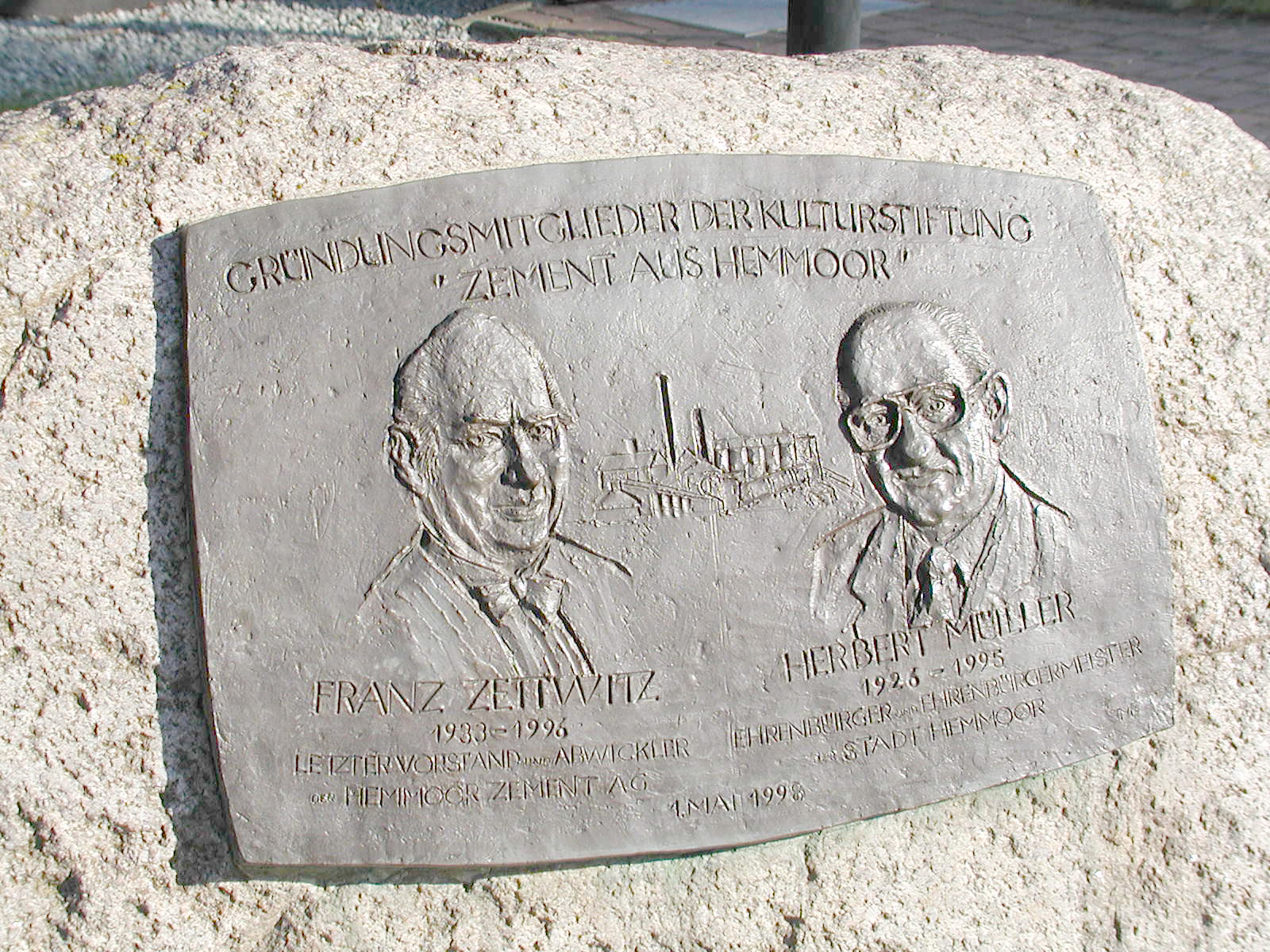
Gründungsmitglieder der Kulturstiftung Zement aus Hemmoor

In den 1960er Jahren übernahm die Alsen’sche Portland Cementfabrik aus Itzehoe – heute zum Holcim-Konzern gehörend – die Aktienmehrheit. 1983 kam es zur Stilllegung der Produktion, da die Kreide aus einer immer tiefer werdenden Grube geholt werden musste und das Absichern ihres Randes immer schwieriger wurde. Ebenfalls stellte die direkt an dieser Kante vorbeiführende B 73 zunehmend ein Sicherheitsrisiko für den Abbau und die angrenzenden Häuser dar. Die zwei weithin sichtbaren hohen Schornsteine wurden als letzte Teile der Produktionsgebäude abgerissen, nur das Verwaltungsgebäude an der B 73 steht noch. Neben einigen noch verbliebenen Arbeits- und Direktorenhäusern erinnert heute insbesondere das deutsche Zement-Freilichtmuseum gegenüber der alten Produktionsstätte an diese Epoche Hemmoorer Geschichte. Nach einigen Persönlichkeiten aus der Geschichte der Zementherstellung in Hemmoor, dem Gründer des Werks, J. H. Hagenah, dem ehemaligen Vorstand Ewald Marby sowie dem Betriebsleiter Kurt Tielmann, wurden Straßen, Plätze oder Wege benannt.

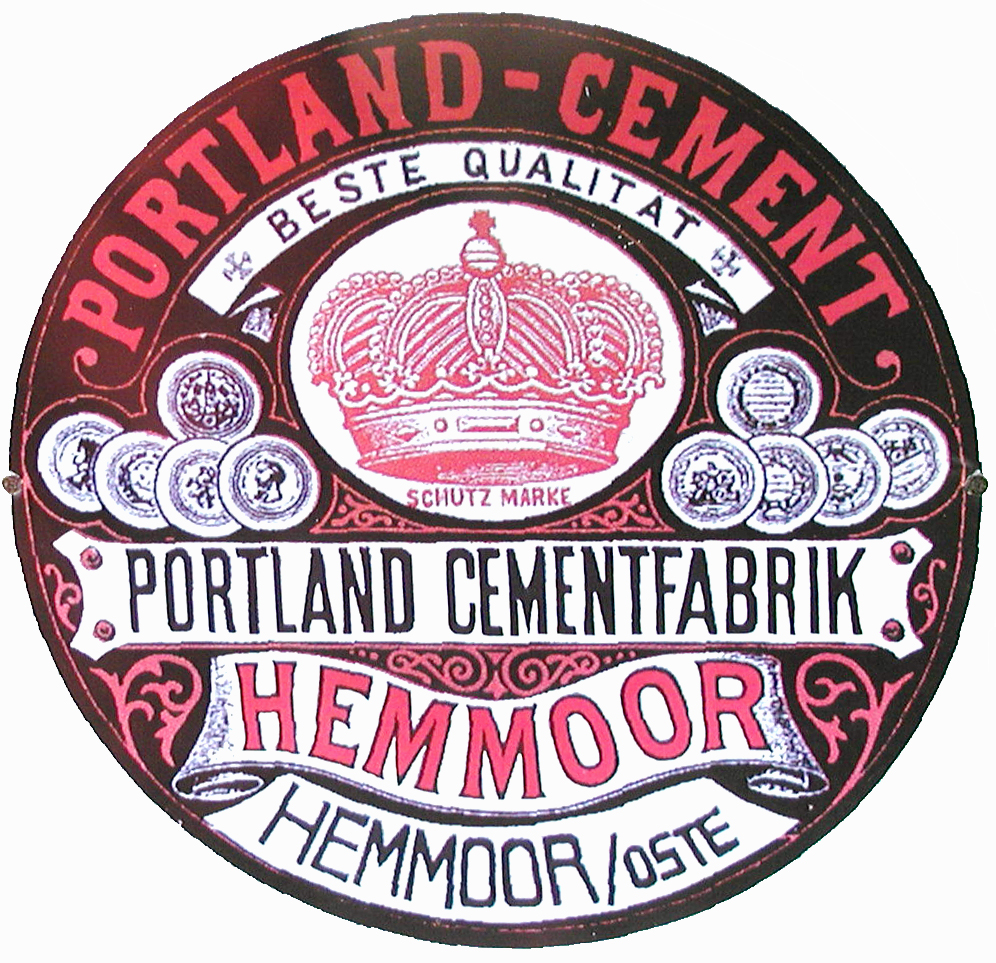
Das Logo von Portland Zement
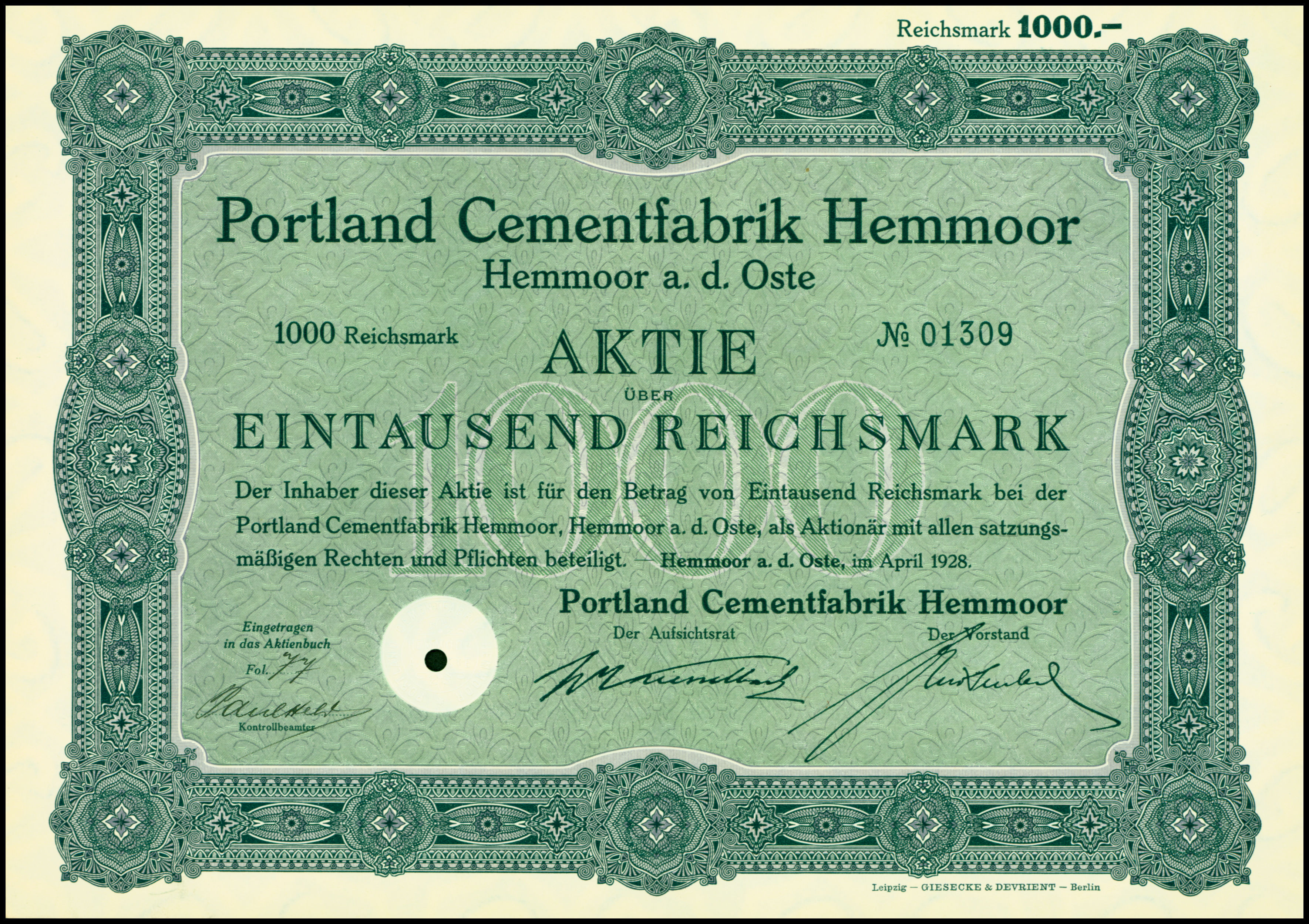
Aktie über 1000 RM der Portland Cementfabrik Hemmoor vom April 1928
Die Statue eines Zementarbeiters
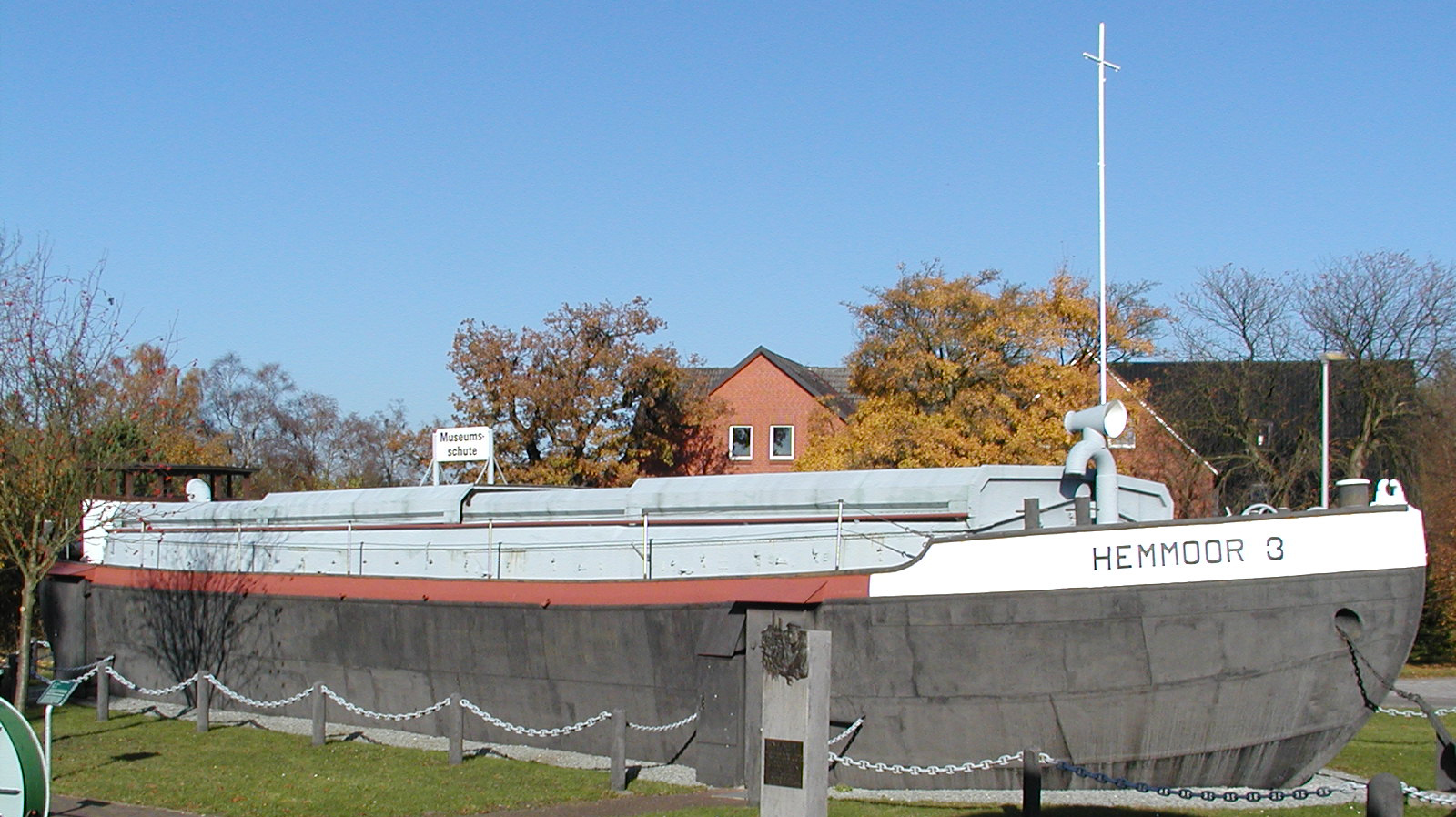
Früher Zementleichter, heute Museumsleichter „Hemmoor 3“

### Verkehr
Die Stadt liegt an der Kreuzung der Bundesstraßen 73 und 495.
Zudem hat Hemmoor an der Niederelbebahnlinie Hamburg–Cuxhaven einen Haltepunkt. Dieser – bis 1992 noch Basbeck-Osten genannt – wurde 2005/2006 meist im laufenden Betrieb komplett umgebaut und erhielt u. a. zwei neue Seitenbahnsteige, die Weichen wurden entfernt bzw. stillgelegt und die Signalanlagen erneuert.
Mit der Einfahrt des ersten Zuges (RE 14599) in Richtung Hamburg konnten die Baumaßnahmen am Morgen des 3. Juli 2006 abgeschlossen werden. Noch in der Nacht zu diesem Sonntag wurde der alte Bahnübergang Ziegelkamp nach Abfahrt des letzten Zuges (RE 14588) aus Hamburg um 22:30 Uhr gesperrt und sofort abgebaut. Zeitgleich erfolgte die Inbetriebnahme des neuen Bahnübergangs Bahnhofstraße/Otto-Peschel-Straße.
Von Dezember 2007 bis Dezember 2018 wurde der Haltepunkt von der metronom Eisenbahngesellschaft bedient. Seit Dezember 2018 werden die Leistungen durch die Verkehrsgesellschaft Start Unterelbe mbh erbracht.
Am 11. Mai 2009 fand um 9:40 Uhr die Namensgebung der Lok 246 006-1 auf den Namen Hemmoor statt.

### Bildung

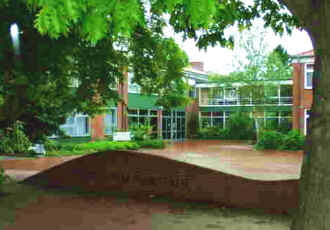
Gymnasium Warstade

Das Gymnasium Warstade in Hemmoor wurde 1946 auf Initiative eines Schulvereins gegründet. Aus der Oberschule Stade / Zweigstelle Warstade entwickelte sich das heutige Gymnasium, das als Schule im ländlichen Raum Lernort für ein großes Einzugsgebiet ist.
Zu Beginn bestand das Gymnasium aus zwei Gebäuden, wurde aber 1959 erweitert. 1980 bis 1992 wurde die Schule nochmals um einen Musiktrakt und Kunsträume erweitert. Seit der Abschaffung der Orientierungsstufe besuchen auch Fünft- und Sechstklässler das Gymnasium. Infolgedessen wird ??momentan?? an einem weiteren Trakt gebaut. Zwischen 1959 und 2007 bestanden mehr als 1700 Abiturienten an der Schule ihre Reifeprüfung. Da sowohl Schüler aus dem Landkreis Stade als auch aus dem Landkreis Cuxhaven auf diese Schule gehen, gehen die Meinungen über die Finanzierungen seitens der beiden Kreise auseinander. Zurzeit finanziert der Landkreis Stade nur die Busfahrten der Schüler. Ferner beteiligte er sich einmalig am Ausbau der Schule.
Der Förderverein Freunde des Gymnasiums Warstade e. V. wurde 2001 gegründet. Er soll zum einen die Kontakte zu ehemaligen Schülern aufrechterhalten, aber auch die Schule unmittelbar in Projekten und Leistungen unterstützen.
Zu Beginn des Schuljahres 2005/2006 wurden 870 Schüler von 60 Lehrkräften unterrichtet, aufgelockert durch vielfältige außerunterrichtliche Aktivitäten (Arbeitsgemeinschaften, Theater- und Museumsbesuche, Schulfahrten, Wettbewerbe u. ä.). Als erste Schule im Landkreis Cuxhaven hat sich das Gymnasium Warstade intensiv um Energieeinsparung bemüht.
Im Juni 2016 wurde im alten Postamt das Musik- und Bildungszentrum mit dem Culturkreis Hemmoor e. V., der Musikschule An Der Oste e. V. und der Volkshochschule im Landkreis Cuxhaven e. V. eröffnet.

## Persönlichkeiten

### Söhne und Töchter der Stadt
- Christoph Meiners (1747–1810), Philosoph und Ethnologe
- Conrad Justus Bredenkamp (1847–1904), evangelischer Theologe und Hochschullehrer
- Erich Schlesinger (1880–1956), Verwaltungsjurist, mecklenburgischer Staatsminister und Rektor der Universität Rostock
- Alfred Vagts (1892–1986), Historiker und Lyriker
- Franz Krause (1897–1979), Architekt, Innenarchitekt und Maler
- Servais Cabolet (1908–1976), U-Boot-Kommandant von U 907 im Zweiten Weltkrieg
- Peter Schütt (* 1939), Schriftsteller
- Erwin Heiber (* 1956), Berufsboxer
- Bernhard Koch (* 1962), Journalist, Filmemacher und niederdeutscher Autor
- Matthias Gersonde (* 1970), Fußballspieler
- Thees Uhlmann (* 1974), Musiker, der in Hemmoor die Band Tomte gründete

### Personen, die mit der Stadt in Verbindung stehen
- Diederich Hahn (1859–1918), MdR, in Basbeck an der Oste beerdigt
- Carl Prüssing (1859–1912), langjähriger Direktor der Zementfabrik Hemmoor
- Ernst-Ludwig Loewel (1906–1997), Obstzüchter
- Gerd Mingram (1910–2001), Fotograf und Bildreporter, lebte seit 1975 in Hemmoor
- Peter Rühmkorf (1929–2008), Schriftsteller, aufgewachsen in Warstade
- Frijo Müller-Belecke (1932–2008), Bildhauer
- Nadine Erler (* 1978), Literaturübersetzerin
- Dorothea Brandt (* 1984), Schwimmerin
- Luise Amtsberg (* 1984), Politikerin
- Lasse Weritz (* 1986), Politiker
- Tomte, Band aus Hemmoor

## Sagen und Legenden
- Der Ostedeich bei Hemm[14]
- Die sieben Eichen[14]